# Moartea accidentală a unui anarhist
Moartea accidentală a unui anarhic este o comedie de Dario Fo, reprezentată pentru prima dată pe data de 5 decembrie 1970.
Este dedicată "morții accidentale" (cum amintește cu sarcasm titlul) a anarhicului Giuseppe Pinelli, survenită la Comisariatul de Poliție din Milano, în circumstanțe neclare pe 15 decembrie 1969 (interogatul "căzu" de la fereastră). Pentru a evita cenzurarea spectacolul, oficial acesta se referă la un caz analog petrecut la începutul secolului XX în Statele Unite.
Acțiunea se petrece într-o cameră a procuraturii centrale din Milano și are ca protagonist pe acel "Nebun", care revine adesea în teatrul lui Fo pentru a revela adevăruri incomode. Nebunul adoptă diverse travestimente (psihiatru, judecător, funcționar de poliție, episcop) prin intermediul cărora versiunea oficială a faptelor este rivelată cu toate contradicțiile sale, iar tentativa de a construi o versiune plauzibilă face să apară alte incongruențe ilare.

## Vezi și
- Listă de piese de teatru italiene